# Chris Blackwell
Chris Blackwell (Londen, 22 juni 1937) is een Brits rockmuziek-producent, die bekendheid kreeg als oprichter van Island Records in 1959.

## Biografie
Blackwell groeide grotendeels op in Jamaica. De eerste uitgebrachte opname bij Island Records was een jazzalbum van de pianist Lance Haywood uit Bermuda. Vanaf 1960 begon Blackwell vooral Jamaicaanse popmuziek te produceren. Met Little Sheila van Laurel Aitkens had hij een nummer 1-hit op het eiland.
In 1962 kwam er een kantoor bij in het Verenigd Koninkrijk. The Spencer Davis Group en Millie Small behoorden tot de eerste artiesten, die door Island Records werden gecontracteerd. Ook op het gebied van de reggae had het label met Toots & the Maytals, de Skatalites en Jackie Edwards een goed spectrum aan artiesten. Nadat daarna in 1967 Traffic tekende bij Island Records, begon het label zich steeds meer richting rock te verplaatsen. Tot begin jaren 1970 produceerde Blackwell o.a. albums van Emerson, Lake & Palmer, Blind Faith, Fairport Convention, Jethro Tull, King Crimson, The Free, Cat Stevens en Roxy Music.
In 1973 was Blackwell producent van Bob Marley's Catch a Fire, waarna Island Records ook weer reggaeopnamen begon uit te brengen, waaronder van Burning Spear, Black Uhuru, Sly & Robbie en Third World. Marley zou tot aan zijn dood in 1981 een van de belangrijkste zangers van het label blijven.
Eind jaren 1970 bereisde Blackwell dan de Verenigde Staten om ook daar vertolkers aan te werven voor zijn label. Tot de bands en muzikanten, die Island Records tijdens de jaren 1980 onder contract had, behoorden o.a. U2, The Pogues, Robert Palmer, Melissa Etheridge, Tom Waits, Anthrax, The Cranberries en Julian Cope. Met het sublabel Mango en King Sunny Adé bracht Blackwell ook wereldmuziek naar Island Records. In 1977 richtte hij de Compass Point Studios op op de Bahama's.
In 1982 produceerde hij op Jamaica de muziekfilm Countryman. In 1989 verkocht Blackwell het label aan PolyGram en deed in 1997 volledig afstand daarvan. In 2001 werd Blackwell opgenomen in de Rock and Roll Hall of Fame in de categorie 'Non-Performers'. In 2004 werd hij onderscheiden met de Order of Jamaica, de als vierde geplaatste orde van Jamaica. Samen met de triphopmuzikant Tricky richtte Blackwell in 2007 het platenlabel Brown Punk Records op. 